# 토니 라무앙
토니 라무앙(프랑스어: Tony Ramoin, 1988년 12월 23일~)은 프랑스의 전직 스노보드 선수이다. 올림픽에 2회 참가했으며 2010년 동계 올림픽에서 남자 크로스 동메달을 획득했다.

## 개인사
라무앙은 알파인 스키 선수인 로리 무젤과 사실혼 관계이며 2019년에 아들인 미키(프랑스어: Miki)가 태어났다.